# Courpiac
Courpiac es una comuna francesa situada en el departamento de Gironda, en la región de Nueva Aquitania.

## Demografía
| 74 | 84 | 88 | 83 | 93 | 101 | 124 |
| Para los censos de 1962 a 1999 la población legal corresponde a la población sin duplicidades (Fuente: INSEE [Consultar]) |    |    |    |    |     |     |